# Tours-en-Savoie
Tours-en-Savoie és un municipi francès al departament de la Savoia (regió d'Alvèrnia-Roine-Alps). L'any 2007 tenia 852 habitants.

## Demografia

### Població
El 2007 la població de fet de Tours-en-Savoie era de 852 persones. Hi havia 352 famílies de les quals 92 eren unipersonals (52 homes vivint sols i 40 dones vivint soles), 124 parelles sense fills, 124 parelles amb fills i 12 famílies monoparentals amb fills.
La població ha evolucionat segons el següent gràfic:

### Habitatges
El 2007 hi havia 386 habitatges, 356 eren l'habitatge principal de la família, 18 eren segones residències i 12 estaven desocupats. 331 eren cases i 52 eren apartaments. Dels 356 habitatges principals, 308 estaven ocupats pels seus propietaris, 41 estaven llogats i ocupats pels llogaters i 7 estaven cedits a títol gratuït; 17 tenien dues cambres, 55 en tenien tres, 83 en tenien quatre i 201 en tenien cinc o més. 319 habitatges disposaven pel capbaix d'una plaça de pàrquing. A 150 habitatges hi havia un automòbil i a 190 n'hi havia dos o més.

### Piràmide de població
La piràmide de població per edats i sexe el 2009 era:
| Homes | Edats   | Dones |
| ----- | ------- | ----- |
| 0     | 95 o +  | 0     |
| 8     | 90 a 94 | 4     |
| 8     | 85 a 89 | 8     |
| 0     | 80 a 84 | 0     |
| 4     | 75 a 79 | 16    |
| 24    | 70 a 74 | 20    |
| 12    | 65 a 69 | 12    |
| 20    | 60 a 64 | 28    |
| 16    | 55 a 59 | 16    |
| 40    | 50 a 54 | 20    |
| 20    | 45 a 49 | 32    |
| 40    | 40 a 44 | 32    |
| 32    | 35 a 39 | 32    |
| 16    | 30 a 34 | 44    |
| 12    | 25 a 29 | 12    |
| 12    | 20 a 24 | 20    |
| 24    | 15 a 19 | 28    |
| 16    | 10 a 14 | 40    |
| 20    | 5 a 9   | 16    |
| 16    | 0 a 4   | 12    |

## Economia
El 2007 la població en edat de treballar era de 543 persones, 404 eren actives i 139 eren inactives. De les 404 persones actives 383 estaven ocupades (204 homes i 179 dones) i 21 estaven aturades (11 homes i 10 dones). De les 139 persones inactives 66 estaven jubilades, 32 estaven estudiant i 41 estaven classificades com a «altres inactius».

### Ingressos
El 2009 a Tours-en-Savoie hi havia 359 unitats fiscals que integraven 890,5 persones, la mediana anual d'ingressos fiscals per persona era de 19.970 €.

### Activitats econòmiques
Dels 45 establiments que hi havia el 2007, 2 eren d'empreses extractives, 7 d'empreses de fabricació d'altres productes industrials, 13 d'empreses de construcció, 5 d'empreses de comerç i reparació d'automòbils, 2 d'empreses de transport, 2 d'empreses d'hostatgeria i restauració, 1 d'una empresa d'informació i comunicació, 2 d'empreses immobiliàries, 9 d'empreses de serveis, 1 d'una entitat de l'administració pública i 1 d'una empresa classificada com a «altres activitats de serveis».
Dels 12 establiments de servei als particulars que hi havia el 2009, 2 eren tallers de reparació d'automòbils i de material agrícola, 1 paleta, 6 fusteries, 1 lampisteria, 1 electricista i 1 restaurant.
L'únic establiment comercial que hi havia el 2009 era una botiga de material esportiu.
L'any 2000 a Tours-en-Savoie hi havia 5 explotacions agrícoles.

## Equipaments sanitaris i escolars
El 2009 hi havia una escola elemental.

## Poblacions més properes
El següent diagrama mostra les poblacions més properes.